# داء الفقار
دَاء الفَقَار أو تَنَكُّس الفَقار هو انتكاس العمود الفقري لأي سبب. بالمعنى الدقيق، يشير إلى هشاشة العظام في العمود الفقري، وهو تآكل وتمزق العمود الفقري المرتبط بتقدم العمر، وهو السبب الأكثر شيوعًا للإصابة بداء الفقار. تؤثر العملية التنكسية في هشاشة العظام بشكل رئيسي على الأجسام الفقرية، والثقب العصبي، ومفاصل الوجه (متلازمة الوجه). إذا كانت شديدة، فقد تسبب ضغطًا على النخاع الشوكي أو جذور الأعصاب مع اضطرابات حسية أو حركية لاحقة، مثل الألم والتنمل وعدم التوازن وضعف العضلات في الأطراف.
عندما تقل المسافة بين فقرتين متجاورتين، قد يؤدي ضغط جذر العصب الخارج من الحبل الشوكي إلى اعتلال الجذور (اضطرابات حسية وحركية، مثل ألم شديد في الرقبة أو الكتف أو الذراع أو الظهر أو الساق، مصحوبًا بضعف العضلات). أقل شيوعًا، قد يؤدي الضغط المباشر على النخاع الشوكي (عادةً في العمود الفقري العنقي) إلى اعتلال النخاع، الذي يتميز بضعف عالمي، وخلل في المشي، وفقدان التوازن، وفقدان السيطرة على الأمعاء أو المثانة. قد يعاني المريض من صدمات (تنمل) في اليدين والرجلين بسبب انضغاط العصب وقلة تدفق الدم. في حالة إصابة فقرات العنق، يتم تسميتها بداء الفقار الرقبية. يسمى داء الفقار أسفل الظهر داء الفقار القطني. المصطلح مشتق من اليونانية القديمة σπόνδυλος spóndylos، «فقرة»، في الجمع «فقرات - العمود الفقري».

## العلامات والأعراض

### المضاعفات
المضاعفات نادرة ولكن الشديدة في هذا المرض هي قصور العمود الفقري. يحدث هذا بسبب انسداد الشريان الفقري خلال مروره في الثقبة المستعرضة. تصبح مفاصل العمود الفقري صلبة في داء الفقار الرقبية. وهكذا تصبح الخلايا الغضروفية التي تحافظ على القرص محرومة من التغذية وتموت. قد تسبب النبتات العظمية الثانوية تضيقًا للأعصاب الشوكية، يظهر في شكل اعتلال الجذور.

## الأسباب
ينتج داء الفقار عن سنوات من الضغط غير الطبيعي المستمر، الناتج عن خلع جزئي للمفصل، أو الإجهاد الناجم عن الرياضة، أو الصدمات الحادة أو المتكررة، أو الوضع السيئ، الذي يتم وضعه على الفقرات والديسك الموجودة بينها. يتسبب الإجهاد غير الطبيعي في تكوين الجسم لعظام جديدة للتعويض عن توزيع الوزن الجديد. سيؤدي هذا الوزن غير الطبيعي الناتج عن إزاحة العظام إلى حدوث داء الفقار. يمكن أن تؤدي المواقف السيئة وفقدان الانحناءات الطبيعية للعمود الفقري إلى الإصابة بداء الفقار أيضًا. يمكن أن يصيب داء الفقار أي شخص في أي عمر؛ ومع ذلك، فإن كبار السن هم أكثر عرضة للإصابة.

## التشخيص

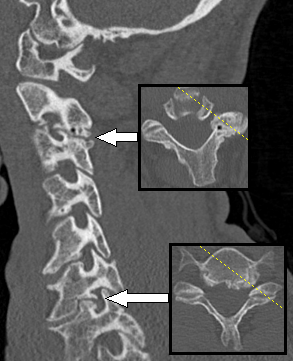
التصوير المقطعي المحوسب لرجل يعاني من اعتلال الجذور في العصب الفقري العنقي الأيسر 7. يُظهر داء الفقار مع نبتات عظمية بين الأجسام الفقرية C6 و C7 على الجانب الأيسر، مما يتسبب في تضيق ثقبي في هذا المستوى (السهم السفلي، يظهر أيضًا المستوى المحوري)، موضحًا الأعراض. يوجد أيضًا داء الفقار في المفصل الوجهي بين C2 و C3، مع بعض التضيق الثقبي في هذا المستوى (السهم العلوي)، والذي يبدو أنه بدون أعراض.

هناك العديد من التقنيات المستخدمة في تشخيص داء الفقار، وهي؛
- يتم إجراء اختبار ضغط عنق الرحم، عن طريق ثني رأس المريض بشكل جانبي والضغط عليه لأسفل. يشير ألم العنق أو الكتف على الجانب المماثل (أي الجانب الذي ينثني فيه الرأس) إلى نتيجة إيجابية لهذا الاختبار. لا تعتبر نتيجة الاختبار الإيجابية بالضرورة نتيجة إيجابية لداء الفقار، وبالتالي يلزم إجراء اختبار إضافي.[2]
- علامة ليرميت: الشعور بصدمة كهربائية مع ثني رقبة المريض[3]
- نطاق الحركة المنخفض للرقبة، النتيجة الموضوعية الأكثر شيوعًا في الفحص البدني[4]
- تعد فحوصات التصوير بالرنين المغناطيسي والتصوير المقطعي المحوسب مفيدة في تشخيص الألم ولكنها ليست نهائية بشكل عام ويجب أخذها في الاعتبار مع الفحوصات البدنية والتاريخ.

## العلاج
عادة ما يكون العلاج متحفظًا بطبيعته. تثقيف المريض حول تعديلات نمط الحياة، والعقاقير المضادة للالتهابات (NSAIDs)، والعلاج الطبيعي، ورعاية تقويم العظام هي أشكال شائعة من الرعاية اليدوية التي تساعد في إدارة مثل هذه الحالات. قد تكون العلاجات البديلة الأخرى مثل التدليك وعلاج نقطة الاثرواليوجا والوخز بالإبر ذات فائدة محدودة. يتم إجراء الجراحة من حين لآخر.
لم تخضع العديد من علاجات داء الفقار العنقي لتجارب صارمة ومضبوطة. تتم الدعوة إلى الجراحة لعلاج اعتلال الجذور العنقي في المرضى الذين يعانون من آلام مستعصية أو أعراض تقدمية أو ضعف لا يتحسن مع العلاج المحافظ. لا تزال المؤشرات الجراحية لداء الفقار العنقي مع اعتلال النخاع (CSM) مثيرة للجدل إلى حد ما، ولكن «يوصي معظم الأطباء بالعلاج الجراحي بدلاً من العلاج المحافظ للاعتلال النخاعي المتوسط إلى الشديد» (Baron، ME).
قد يكون العلاج الطبيعي فعالاً لاستعادة نطاق الحركة والمرونة وتقوية القلب. قد تساعد العلاجات المخففة للضغط (مثل التعبئة اليدوية والجر الميكانيكي) أيضًا في تخفيف الألم. ومع ذلك، فإن العلاج الطبيعي وعلاج العظام لا يمكن أن «يعالج» الانحطاط، ويرى بعض الناس أن الامتثال القوي لتعديل الوضعية ضروري لتحقيق أقصى فائدة من تخفيف الضغط والتعديلات وإعادة تأهيل المرونة.
ومع ذلك، فقد قيل أن سبب داء الفقار هو ببساطة الشيخوخة (على الرغم من أنه يمكن أن يكون موجودًا في أي عمر)، وغالبًا ما يمارس علاج تعديل الوضع من قبل أولئك الذين لديهم مصلحة مالية (مثل تعويض العمال) في إثبات أنه ناتج عن ظروف العمل والعادات الجسدية السيئة. فهم علم التشريح هو مفتاح الإدارة المحافظة لداء الفقار.

### جراحة
تهدف الإجراءات الجراحية الحالية المستخدمة في علاج داء الفقار إلى تخفيف علامات وأعراض المرض عن طريق تقليل الضغط في القناة الشوكية (جراحة تخفيف الضغط) و / أو عن طريق التحكم في حركة العمود الفقري (جراحة الدمج).
جراحة تخفيف الضغط: يمكن إجراء جراحة العمود الفقري من كلا المقاربة الأمامية والخلفية. يختلف النهج باختلاف الموقع وسبب ضغط الجذر. بشكل عام، تتم إزالة النباتات العظمية وأجزاء من القرص الفقري.
جراحة الدمج : تُجرى عندما يكون هناك دليل على عدم استقرار العمود الفقري أو سوء المحاذاة. يختلف استخدام الأجهزة (مثل البراغي السنية) في جراحات الاندماج عبر الدراسات.